# Collegio plurinominale Puglia - 04 (2017)
Il collegio elettorale plurinominale Puglia - 04 è stato un collegio elettorale plurinominale della Repubblica Italiana per l'elezione della Camera tra il 2017 ed il 2022.

## Territorio
Come previsto dalla legge elettorale italiana del 2017, il collegio era stato definito tramite decreto legislativo all'interno della circoscrizione Puglia.
Il collegio comprendeva la zona definita dai quattro collegi uninominali Puglia - 04 (Andria), Puglia - 14 (San Severo), Puglia - 15 (Cerignola Manfredonia) e Puglia - 16 (Foggia).

## Dati elettorali

### XVIII legislatura
Come previsto dalla legge elettorale, 386 deputati erano eletti in 63 collegi plurinominali con ripartizione proporzionale a livello nazionale tra le coalizioni e le singole liste che avessero superato la soglia di sbarramento stabilita.
Nel collegio venivano eletti 9 deputati.
| Liste          | Liste                               | Proporzionale | Proporzionale | Proporzionale | Maggioritario | Maggioritario | Maggioritario |  |
| Liste          | Liste                               | Voti          | %             | Seggi         | Voti          | %             | Seggi         |  |
| -------------- | ----------------------------------- | ------------- | ------------- | ------------- | ------------- | ------------- | ------------- |  |
|                | Movimento 5 Stelle                  | 222 689       | 45,65         | 3             | 222 689       | 45,65         | 4             |  |
|                | Forza Italia                        | 95 617        | 19,60         | 1             | 159 523       | 32,70         | –             |  |
|                | Lega                                | 32 480        | 6,66          | –             | 159 523       | 32,70         | –             |  |
|                | Fratelli d'Italia                   | 16 167        | 3,31          | –             | 159 523       | 32,70         | –             |  |
|                | Noi con l'Italia – UDC              | 15 259        | 3,13          | –             | 159 523       | 32,70         | –             |  |
|                | Partito Democratico                 | 66 752        | 13,68         | 1             | 78 546        | 16,10         | –             |  |
|                | Civica Popolare                     | 5 557         | 1,14          | –             | 78 546        | 16,10         | –             |  |
|                | +Europa                             | 4 368         | 0,90          | –             | 78 546        | 16,10         | –             |  |
|                | Italia Europa Insieme               | 1 869         | 0,38          | –             | 78 546        | 16,10         | –             |  |
|                | Liberi e Uguali                     | 11 821        | 2,42          | –             | 11 821        | 2,42          | –             |  |
|                | Potere al Popolo!                   | 4 015         | 0,82          | –             | 4 015         | 0,82          | –             |  |
|                | Il Popolo della Famiglia            | 3 954         | 0,81          | –             | 3 954         | 0,81          | –             |  |
|                | CasaPound                           | 2 715         | 0,56          | –             | 2 715         | 0,56          | –             |  |
|                | Italia agli Italiani (FN - MSFT)    | 2 323         | 0,48          | –             | 2 323         | 0,48          | –             |  |
|                | Partito Valore Umano                | 1 361         | 0,28          | –             | 1 361         | 0,28          | –             |  |
|                | 10 Volte Meglio                     | 545           | 0,11          | –             | 545           | 0,11          | –             |  |
|                | Partito Repubblicano Italiano – ALA | 371           | 0,08          | –             | 371           | 0,08          | –             |  |
| Totale         | Totale                              | 487 863       | 100           | 5             | 487 863       | 100           | 4             |  |
|                |                                     |               |               |               |               |               |               |  |
| Schede bianche | Schede bianche                      | 4 666         | 0,93          |               |               |               |               |  |
| Schede nulle   | Schede nulle                        | 11 272        | 2,24          |               |               |               |               |  |
| Votanti        | Votanti                             | 503 801       | 67,38         |               |               |               |               |  |
| Elettori       | Elettori                            | 747 734       |               |               |               |               |               |  |

## Eletti

### Eletti nei collegi uninominali
| Collegio uninominale | Eletto | Eletto              | Partito |
| -------------------- | ------ | ------------------- | ------- |
| 4. Andria            |        | Giuseppe D'Ambrosio | M5S     |
| 14. San Severo       |        | Carla Giuliano      | M5S     |
| 15. Cerignola        |        | Antonio Tasso       | M5S     |
| 16. Foggia           |        | Rosa Menga          | M5S     |

1. ↑  In data 18.02.2021 aderisce al gruppo misto, non iscritti.
2. ↑  aderisce al gruppo misto, non iscritti; in data 20.04.2018 alla componente «MAIE-Movimento Associativo Italiani all'Estero-Sogno Italia»; in data 18.02.2019 torna nei non iscritti; in data 19.02.2019 aderisce alla componente «MAIE-PSI-Facciamoeco»; in data 07.07.2022 alla componente «Coraggio Italia».
3. ↑  In data 19.02.2021 aderisce al gruppo misto, non iscritti; in data 30.03.2022 alla componente «Europa Verde-Verdi Europei».

### Eletti nella quota proporzionale
| Movimento 5 Stelle                                  | Forza Italia         | Partito Democratico |
| --------------------------------------------------- | -------------------- | ------------------- |
|                                                     |                      |                     |
| Marialuisa Faro Giorgio Lovecchio Francesca Troiano | Annaelsa Tartaglione | Michele Bordo       |

1. ↑  In data 21.06.2022 aderisce al gruppo Insieme per il futuro.
2. ↑  In data 15.04.2022 aderisce al gruppo misto, non iscritti; in data 28.06.2022 al gruppo Italia Viva - Italia C'è.